# Páez (Cauca)
Páez — formalment Municipio de Páez, Belalcázar, Cauca— és un municipi colombià, al Departament del Cauca (província d'Oriente) al sud-oest del país, a 130 km de Popayán, la capital del departament. La capçalera municipal rep el nom de Belalcázar. Va ser elevat a la categoria de municipi el 13 de desembre de 1907. El seu territori és part del Sud de l'Alt Magdalena.